# Philodromus assamensis
Philodromus assamensis este o specie de păianjeni din genul Philodromus, familia Philodromidae, descrisă de Benoy Krishna Tikader în anul 1962. Conform Catalogue of Life specia Philodromus assamensis nu are subspecii cunoscute.